# يوجين موندر
يوجين موندر (بالألمانية: Eugen Munder)‏ (9 أكتوبر 1899 – 20 نوفمبر 1952)  عضوًا مبكرًا في الحزب النازي وغاولايتر فورتمبيرغ.

## حياته
بحلول عام 1921، كان موندر نشطًا بالفعل نيابة عن الحزب النازي في شتوتغارت. في 15 أبريل 1925 انضم إلى الحزب (العضو رقم 1835) عندما تم رفع الحظر عنه. كان منظماً فعالاً للغاية وأعاد تأسيس مقر الحزب في غاو، ليصبح قائد الفرع. قام أدولف هتلر بتعيينه غاولايتر فورتمبيرغ بعد مسيرة في شتوتغارت في 8 يوليو 1925. في عام 1927، أعرب موندر عن انتقاده لأسلوب حياة هتلر وتم فصله من منصبه في عام 1928. ثم استقال من الحزب النازي في 12 يناير 1928. كان خليفته فيلهلم المر. 
بعد الاستيلاء النازي على السلطة في عام 1933، تقدم موندر مرة أخرى بطلب للحصول على عضوية الحزب ولكن تم رفضه. الجزء المتبقي من حياته لا يعرف عنه شئ.

## الأدب
- كارل هوفكس: Hitlers Politische Generale. Die Gauleiter des 3. الرايخ ؛ السيرة الذاتية للعين Nachschlagewerk. Grabert-Verlag ، توبنغن 1997 ، (ردمك 3-87847-163-7) .